# 肉そうきゅー。
肉そうきゅー。（にくそうきゅー）は日本の男性漫画家。

## 特徴
『COMICポプリクラブ』・『コミックPフラート』・『メンズヤング』などに作品を発表していた。純愛からアブノーマルまで幅広く描いている。コミカルな展開と長い髪の面長で細目のヒロインが特徴。男性も若干ハンサム系。愛は重い方が好みだという。花粉症である。
作品の掲載誌が『COMIC GRAPE』になった現在では、前述のポプリクラブやPフラートの頃のハンサム系の主人公とヒロインの純愛和姦路線から打って変わって、ヒロインが醜い容姿の男主人公に犯される陵辱やNTR、鬼畜や調教を連想させるダーク系の作品が主になっている。ただしダーク系でもヒロインを傷つけたり苦しめる描写は少なく、ハッピーエンドで終わる話が多い。

## 作品

### 読み切り・連載
- For you. COMICポプリクラブ 2009年7月号
- つんえむっ♥ COMICポプリクラブ 2009年8月号
- 雨の日だって大丈夫! COMICポプリクラブ 2009年9月号
- お願いされちゃう♥ コミックPフラート VOL.1（コミックポプリクラブ2009年10月号増刊）
- 限定スマイル COMICポプリクラブ 2009年10月号
- ブルマでダイエッチ COMICポプリクラブ 2009年11月号
- ただいまの後は…♥ コミックPフラート VOL.2（コミックポプリクラブ2009年12月号増刊）
- メイドで召しませ♥ メンズヤングスペシャル雷 Vol.12（メンズヤング2009年12月号増刊）
- 頑張る君にプレゼント★ COMICポプリクラブ 2010年1月号
- えっぐぱにっく!? コミックPフラート VOL.3（コミックポプリクラブ2010年2月号増刊）
- スキンシップレクチャー メンズヤングスペシャル雷 Vol.13（メンズヤング2010年3月号増刊）
- 節分前夜に鬼っ娘と COMICポプリクラブ 2010年3月号
- にゃんにゃんにゃん♥ コミックPフラート VOL.4（コミックポプリクラブ2010年4月号増刊）
- メイドイン・シスター COMICポプリクラブ 2010年5月号
- お花見 in る～む コミックPフラート VOL.5（コミックポプリクラブ2010年6月号増刊）
- 溢れる程に愛してる♥ メンズヤングスペシャル雷 Vol.14（メンズヤング2010年6月号増刊）
- 七夕ロマンス COMICポプリクラブ 2010年8月号
- 調教♥彼女 コミックPフラート VOL.6 （コミックポプリクラブ2010年8月号増刊）[4]
  - 調教♥彼女 2回目っ! コミックPフラート VOL.12（コミックポプリクラブ2011年8月号増刊）
  - 調教♥彼女 3回目っ! コミックPフラート VOL.18（コミックポプリクラブ2012年8月号増刊）
- 真夏のビキニーソ メンズヤングスペシャル雷 Vol.15（メンズヤング2010年9月号増刊）
- 巫女とお盆と降霊と コミックPフラート VOL.7（コミックポプリクラブ2010年10月号増刊）
- Beauty Reaction!? メンズヤング 2010年11月号
- 先生が制服に着替えたら…♥ COMICポプリクラブ 2010年11月号
- ブラコンシスコンバカップル♥ コミックPフラート VOL.8（コミック2010年ポプリクラブ12月号増刊）
- 演技の道もHから メンズヤングスペシャル雷 Vol.16（メンズヤング2010年12月号増刊）
- シスター×シスター クリスマス COMICポプリクラブ 2011年1月号
- 遠近両用彼女 コミックPフラート VOL.9（コミックポプリクラブ2011年2月号増刊）
- だって卯年だもの♪ メンズヤング 2011年3月号
- ずっと､手を繋いで COMICポプリクラブ 2011年3月号
- おねーちゃんの「愛」のメモリー コミックPフラート VOL.10（コミック2011年ポプリクラブ4月号増刊）
- 不器用彼女の精一杯 メンズヤング 2011年4月号
- 愛姉ってなんだよ… コミックPフラート VOL.11（コミックポプリクラブ2011年6月号増刊）
- ウキウキ罰ゲーム メンズヤングスペシャル雷 Vol.18（メンズヤング2011年6月号増刊）* 放課後プールの恋模様♥ COMICポプリクラブ 2011年7月号
- 夏の怪しい一夜 メンズヤング 2011年8月号
- 省エネ○省エロ× メンズヤング 2011年9月号
- Twin summer vacation♥ COMICポプリクラブ 2011年9月号
- メディカルフラストレーション コミックPフラート VOL.13（コミックポプリクラブ2011年10月号増刊）
- お嬢様の恩返し♥ COMICポプリクラブ 2011年11月号
- よそ見なんて許さないっ コミックPフラート VOL.14（コミックポプリクラブ2011年11月号増刊）
- ジェラシーラブ!? COMICポプリクラブ 2012年1月号
- あなただけに見せる顔 コミックPフラート VOL.15（コミックポプリクラブ2012年2月号増刊）
- 性?喝!指導 COMICポプリクラブ 2012年3月号)
- 治療したげる♥ コミックPフラート VOL.16（コミックポプリクラブ2012年4月号増刊）
- 残業終わりの愛奴隷 アクションピザッツ･スペシャル 2012年4月号
- はさまれトリップ!? COMICポプリクラブ 2012年5月号
- お嬢様の躾け方 第1話 - 第5話 COMICすもも volume.12 - volume.16（漫画アクション増刊2012年 - 2013年）
- 彼女の好意の示し方 COMICポプリクラブ 2012年8月号
- 二次元に勝るモノここに在り （アクションピザッツ･スペシャル 2012年9月号）
- おまじない彼女 コミックPフラート VOL.19（コミックポプリクラブ2012年10月号増刊）
- 秘密に触れて) アクションピザッツ 2012年11月号
- 二人の秘密を知ったから COMICポプリクラブ 2012年11月号
- 言葉で感じて♥ コミックPフラート VOL.20（コミックポプリクラブ2012年12月号増刊）
- 縛って嬲って♥ COMICポプリクラブ 2013年1月号 - 5月号
- 約束の契り COMICポプリクラブ 2013年10月号
- 馬鹿の煩悩は世界を救う。 COMICポプリクラブ 2013年12月号
- 羊ちゃんと狼君 COMICポプリクラブ 2014年2月号
- 俺の悪魔が彼女を襲っちゃう? COMICポプリクラブ 2014年4月号
- 御奉仕乙女 前・後編 COMICポプリクラブ 2014年6月号・7月号
- 内弁慶の従妹はいつも発情中♥ COMICポプリクラブ 2014年9月号
- 仲良く涼をとりましょう COMICポプリクラブ 2014年10月号
- 敏感娘は特訓中!? COMICポプリクラブ 2014年12月号

### 単行本
- 『いちゃx2らぶx2コスプレ乙女♥』マックス、ポプリコミックス（2010年6月24日発売)
- 『禁愛乙女』マックス、ポプリコミックス（2011年5月26日発売)
- 『敏感肉彼女』双葉社、エンジェルコミックス（2011年8月17日発売）
- 『せんせいと♥』マックス、ポプリコミックス(2012年6月21日発売)
- 『催淫制服処女』ジーオーティー、キャノプリCOMICS)（2014年11月25日発売）
- 『発情御奉仕乙女』マックス、ポプリコミックス (2014年12月18日発売)
- 『犯る気スイッチ』ジーオーティー、キャノプリCOMICS（2015年10月26日発売）
- 『催淫VRコントロール』ジーオーティー、GOT COMICS（2017年1月24日発売）
- 『お嬢様の躾け方』 双葉社、アクションコミックス（2017年5月1日発売）
- 『背徳肉淫女』 双葉社、エンジェルコミックス（2017年5月1日発売）
- 『花園ノ雌奴隷』 ジーオーティー、GOT COMICS（2018年2月24日発売）